# Jan Sluka
Jan Sluka (24. prosince 1906 – 5. listopadu 1963) byl český a československý politik Československé sociální demokracie a poválečný poslanec Ústavodárného Národního shromáždění.

## Biografie
V parlamentních volbách v roce 1946 byl zvolen poslancem Ústavodárného Národního shromáždění za ČSSD. V parlamentu setrval do konce funkčního období, tedy do voleb do Národního shromáždění roku 1948.
V roce 1946 se uvádí profesí jako zemědělec z Domanína.